# 入船町 (静岡市)
入船町（いりふねちょう）は、静岡市清水区の地名。丁番を持たない単独町名である。住居表示は実施済み。

## 地理
北で松原町、東で新港町、南で港町、西で富士見町に隣接する。
東部は国道149号が縦貫し、複合商業施設エスパルスドリームプラザや、鈴与株式会社の本社などがある。西部は住宅地が広がる。

## 歴史

### 沿革
- 1905年（明治38年）6月23日 - 入江受新田が入江町受新田から改称。
- 1916年（大正5年）7月10日 - 清水港駅が東海道本線貨物支線の貨物駅として開業。
- 1924年（大正13年）2月11日 - 清水町が入江町、不二見村、三保村と合併して清水市が発足。
- 1934年（昭和9年）5月1日 - 入江受新田の一部から入船町一丁目・入船町二丁目・入船町三丁目が分割、新設される。
- 1961年（昭和36年）5月31日
  - 入船町一丁目の一部が港町一丁目に編入され、一丁目に松原町三丁目の一部を編入する。
  - 入船町二丁目に松原町三丁目の一部を編入。
  - 入船町三丁目に松原町三丁目と新港町の各一部を編入。
- 1976年（昭和51年）7月1日 - 入船町一丁目・入船町二丁目・入船町三丁目・富士見町二丁目（一部）より入船町が新設され、住居表示化。
- 1984年（昭和59年）4月1日 -　清水港駅が清水港線廃線に伴い廃止。
- 1999年（平成11年）10月8日 - 複合商業施設エスパルスドリームプラザがオープン。
- 2003年（平成15年）4月1日 - 清水市が静岡市と合併し、改めて静岡市が発足。入船町は「清水入船町」に改称。
- 2005年（平成17年）4月1日 - 静岡市が政令指定都市に移行し、旧町域は清水区となる。清水入船町は「入船町」に改称。

## 世帯数と人口
2021年（令和3年）9月30日現在の世帯数と人口は以下の通りである。
| 大字   | 世帯数  | 人口  |
| ------ | ------- | ----- |
| 入船町 | 160世帯 | 320人 |

## 小・中学校の学区
市立小・中学校に通う場合、学区は以下の通りとなる。
| 番・番地等 | 小学校             | 中学校                 |
| ---------- | ------------------ | ---------------------- |
| 全域       | 静岡市立清水小学校 | 静岡市立清水第三中学校 |

## 交通

### 鉄道
- 町内に鉄道はない。

### バス
- エスパルスドリームプラザ無料シャトルバス

### 道路
- 国道149号
- 静岡県道75号清水富士宮線

## 施設
- エスパルスドリームプラザ
  - 清水マリーナサーカス
  - エスパルスドリームプラザ第１駐車場
- 鈴与株式会社本社
- アオキビル（アオキトランス株式会社）
- 望月燃料本社ビル
- 日本海事検定協会清水事業所